# Перш (одиниця довжини)
Перш (фр. perche; лат. pertica — шест, жердь) — давньофранцузька міра довжини, що використовувалась до введення метричної системи. Існувало багато місцевих варіацій перша. Тут використовується Паризький варіант.
1 Перш = 5,847 м.
1 Перш = 3 туази = 18 п'є = 216 пуса = 2592 ліня.